# Hipòdrom de Constantinoble

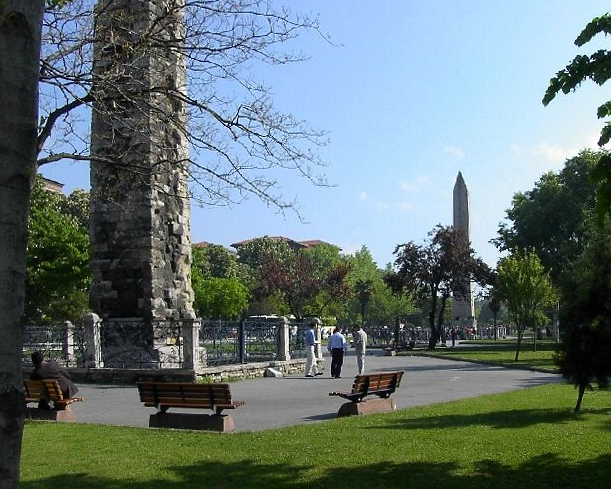
L'hipòdrom de Constantinoble actualment

L'Hipòdrom de Constantinoble (turc otomà: Atmeydanı) va ser el centre esportiu i social de Constantinoble, avui Istanbul. Es troba al barri turistic de Sultanahmet, dins de la plaça de Sultanahmet (turc: Sultanahmet Meydanı, 'plaça del soldà Ahmet') al districte de Fatih, província d'Istanbul.

## Història
L'hipòdrom se sol associar als dies de glòria de Constantinoble quan era la capital imperial, tanmateix, el monument és anterior a aquesta data. El primer hipòdrom es va construir quan la ciutat encara es deia Bizanci, sent una ciutat provincial de moderada importància. L'any 203, l'emperador Septimi Sever va reconstruir la ciutat, en reforçà les muralles i la va dotar d'un hipòdrom.
El 324, l'emperador Constantí el Gran va decidir traslladar el govern de Roma a Bizanci, rebatejant la ciutat com Nova Roma, tot i que va començar a ser coneguda com a Constantinoble, la ciutat de Constantí. Constantí va ampliar en gran manera la ciutat, sent la renovació de l'hipòdrom un dels seus objectius més importants. S'estima que l'hipòdrom tenia prop de 450 m de llarg i 130 m d'ample, i tenia una capacitat per 100.000 espectadors.
La pista de carreres tenia forma de u, i en un extrem hi estava situada la kathisma (la llotja de l'emperador) que s'hi podia accedir directament des del Gran Palau a través d'un passadís que només l'emperador i altres membres de la família imperial podien utilitzar. Sobre les caselles de l'hipòdrom hi havia quatre estàtues de cavalls construïdes en bronze que representaven una quadriga, col·locades a l'extrem nord. Aquests quatre cavalls de bronze van ser saquejats durant la Quarta Croada el 1204 i van ser col·locats a la façana de la Basílica de Sant Marc, a Venècia, passant a ser anomenats com els cavalls de Sant Marc. La pista va ser decorada amb altres estàtues de bronze de cavalls i aurigues famosos, que no han sobreviscut.
Durant el període romà d'Orient, l'hipòdrom va ser el centre de la vida social de la ciutat. En les curses de carros es jugaven grans quantitats de diners, i tota la ciutat es dividia entre els seguidors de l'equip dels Blaus (Venetii) i els dels Verds (Prasinoi). Els altres dos equips, els Vermells (Rousioi) i els Blancs (Leukoi), es van anar debilitant gradualment i van ser absorbits pels dos equips principals. La rivalitat entre Blaus i Verds solia veure's influïda amb les rivalitats polítiques o religioses, i de vegades els disturbis acabaven en una guerra civil. Els més greus van ser els anomenats disturbis de la Nika ocorreguts el 532, en els quals es diu que van morir 30.000 persones.
Després del saqueig perpetrat durant la Quarta Croada, Constantinoble no es va tornar a recuperar i, malgrat que l'Imperi Romà d'Orient va sobreviure fins al 1453, l'hipòdrom no es va tornar a reconstruir. Els turcs otomans, que el 1453 van conquerir la ciutat convertint-la en capital de l'Imperi Otomà, no estaven interessats per les curses i l'hipòdrom va anar gradualment caient en l'oblit, encara que mai no va arribar a ser destruït. En aquest període el lloc s'anomena «Atmeydanı» o «At Meydanı» que significa 'plaça dels cavalls'.

## Monuments de l'hipòdrom

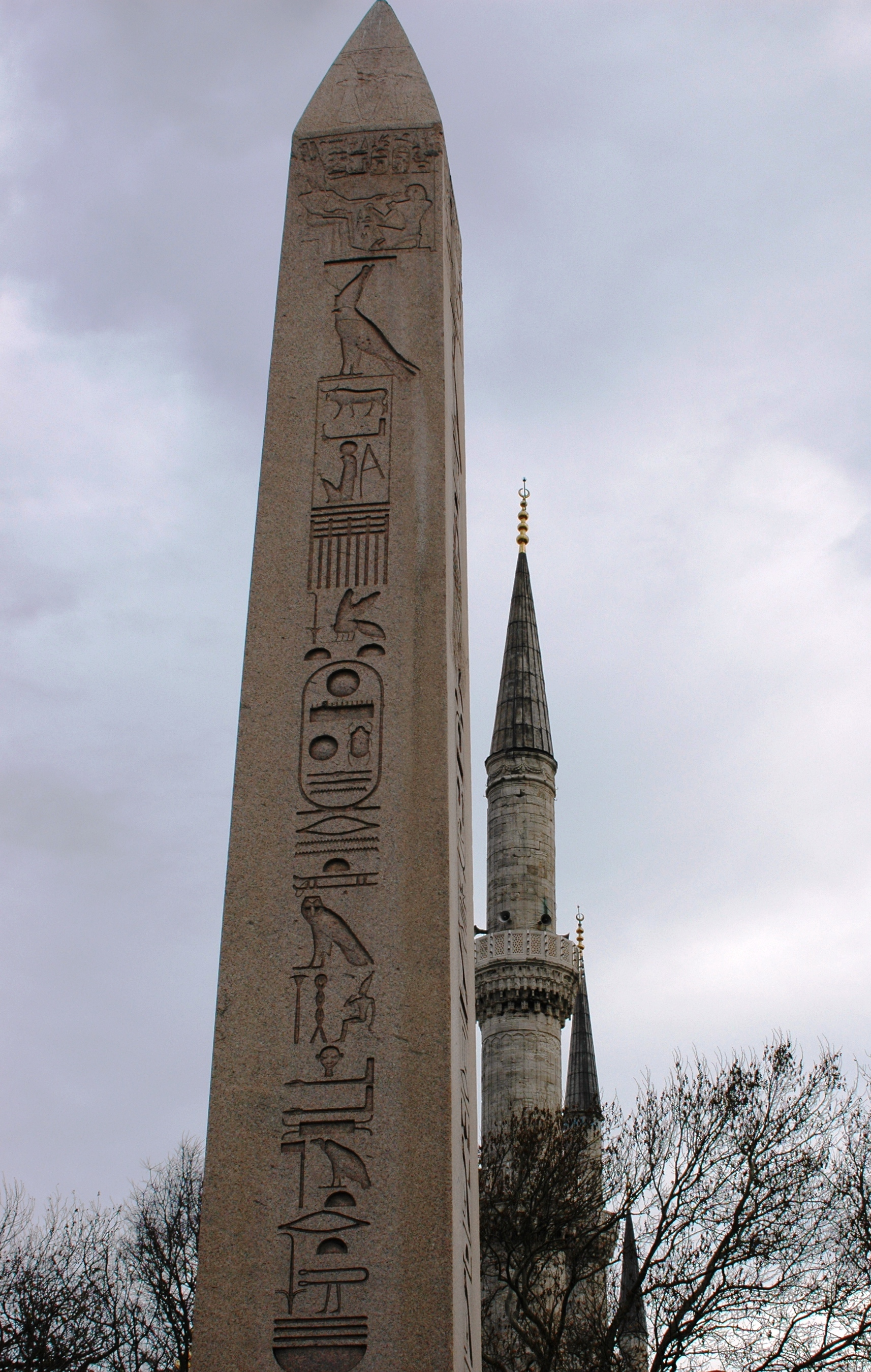
L'obelisc portat per Teodosi al davant dels minarets de la mesquita Blava

Per millorar la imatge de la seva nova capital, Constantí i els seus successors, sobre tot Teodosi el Gran, va portar obres d'art de tots els racons de l'imperi per adornar-lo. Entre elles hi havia el Trípode de Platea, conegut actualment com la columna Serpentina, construït per celebrar la victòria dels grecs sobre els perses durant les guerres mèdiques el segle v aC. Constantí va ordenar traslladar-la a l'hipòdrom des del temple d'Apol·lo a Delfos, i la va col·locar al centre de l'hipòdrom. La part superior de la columna estava adornada amb una bola daurada sostinguda per tres caps de serp.
Un altre emperador que va adornar l'hipòdrom va ser Teodosi el Gran, que el 390 va portar un obelisc, (Obelisc de Teodosi el Gran) des d'Egipte i el va erigir dintre de la pista. Tallat de granit rosa, va ser erigit originalment al temple de Karnak a Luxor al voltant del 1490 aC, durant el regnat de Tuthmosis III Per a traslladar l'obelisc fins a Constantinoble, Teodosi va haver de dividir-lo en tres peces. Només sobreviu la part superior, erigida actualment al lloc on Teodosi el va col·locar, sobre un pedestal de marbre. L'obelisc ha sobreviscut gairebé 3.500 anys en condicions sorprenentment bones.
Al segle x, l'emperador Constantí VII va construir un altre obelisc a l'altre extrem de l'hipòdrom. Originalment estava cobert amb plaques de bronze daurades però van ser robades durant la Quarta Croada, quedant a la vista l'interior construït amb blocs de pedra.
A l'entrada nord de l'àrea de l'hipòdrom, enfront de la mesquita Blava hi ha una font alemanya, octogonal i envoltada d'estil neobizantí, que va ser construïda pel govern alemany el 1900 per a marcar la visita a Istanbul de l'emperador alemany Guillem II el 1898.